# Macchiaioli

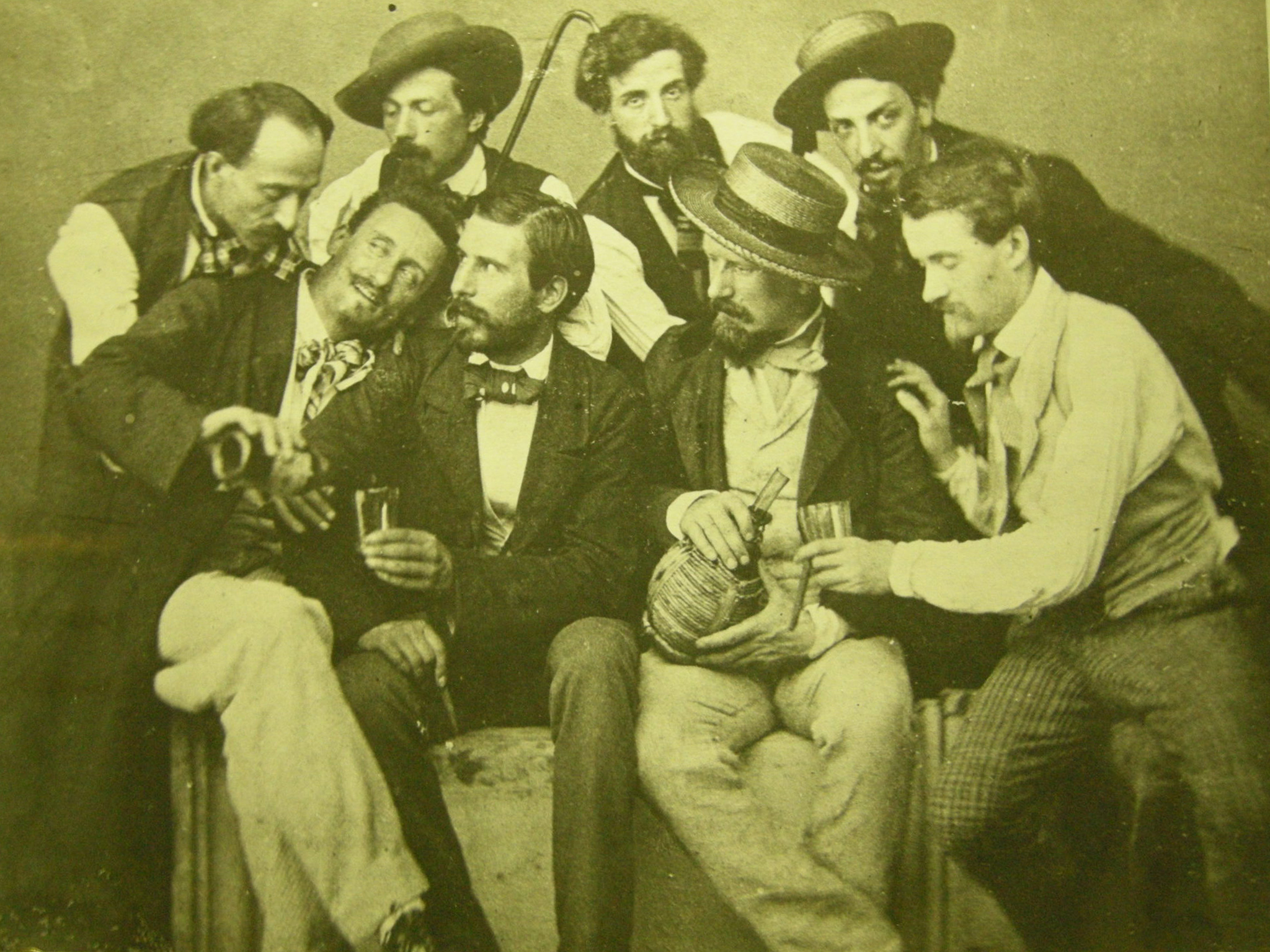
Los macchiaioli en el Caffè Michelangiolo, foto de 1856

Los macchiaioli (en italiano «manchistas» o «manchadores») conformaron un movimiento pictórico que se desarrolló en la ciudad italiana de Florencia en la segunda mitad del siglo XIX. El término fue acuñado en 1862 por un columnista anónimo del periódico Gazzeta del Popolo, que con esa expresión despreciativa definió al grupo de pintores que en torno a 1855 había originado una renovación antiacadémica de la pintura italiana. Estos jóvenes artistas se reunían en el Caffè Michelangiolo, donde bullían las nuevas ideas con que querían contribuir a la pintura de su época.
El movimiento se proponía renovar la cultura pictórica nacional. Los macchiaioli se oponían al romanticismo y al academicismo, y afirmaban que la imagen de la realidad es un contraste de manchas de colores y de claroscuro. Este movimiento es el único que en el panorama artístico de su época merece realmente el nombre de escuela, tanto por la comunidad de intereses que ligaba a todos los componentes del grupo, provenientes de diferentes regiones de Italia, como por la alta calidad de los resultados artísticos obtenidos.
Los principales exponentes del movimiento fueron: Giuseppe Abbati, Vito D'Ancona, Cristiano Banti, Giovanni Boldini, Odoardo Borrani, Vincenzo Cabianca, Adriano Cecioni, Nino Costa, Giovanni Fattori, Silvestro Lega, Antonio Puccinelli, Raffaello Sernesi, Telemaco Signorini, Serafino De Tivoli y Federico Zandomeneghi, así como el crítico de arte Diego Martelli, principal teórico del grupo. Además del Caffè Michelangiolo, los lugares habituales de reunión de los macchiaioli eran el taller de Silvestro Lega en Piagentina —un pueblo cercano a Florencia— y la villa de Diego Martelli en Castiglioncello.
Aunque en su momento no gozaron del apoyo de la crítica, su movimiento se considera hoy día el más relevante de la Italia del siglo XIX.

## Etimología

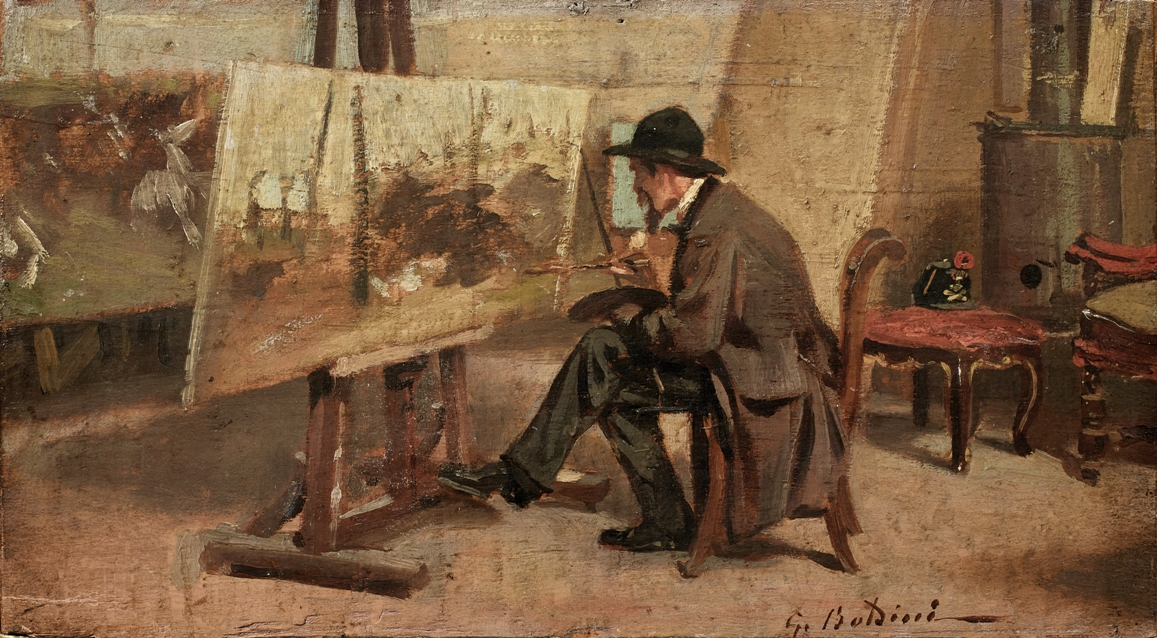
Giovanni Fattori en su taller (1866-1867), de Giovanni Boldini, Gallerie d'Italia, Milán

El nombre del grupo procede del italiano macchia (mancha), por lo que macchiaioli significa «manchistas» o «manchadores» (macchiaioli es plural, el singular es macchiaiolo). Es un término polisémico, que también puede significar en italiano «boceto», y en las obras de estos artistas la mancha es tanto el borrón de pintura como el proceso previo de elaboración del cuadro. Es también un tipo de vegetación (maquia), el típico matorral mediterráneo que surge en terrenos yermos. De ahí proviene un significado más amplio y metafórico, que lo asocia a ladrones y gentes sin ley, y que implicaría en estos artistas su rebeldía frente a la tradición academicista de la pintura de su época. Por último, en Florencia y alrededores se llamaba macchia (plural macchie) a los personajes extravagantes. En cuanto al término macchiaiolo también tiene otras acepciones, todas ellas de la Toscana: un tipo de perro sabueso de jabalíes y una raza bovina de las marismas toscanas (macchiaiola).
El nombre fue adjudicado a estos artistas de forma despectiva por un redactor del periódico Gazzeta del Popolo en 1862, en ocasión de la I Exposición Nacional Italiana. Fue Telemaco Signorini quien lo asumió con una nueva perspectiva positiva y fue aceptado por el grupo como designación colectiva. Para este grupo, incluso, la «mancha» era un arma, un símbolo, era su bandera en el mundo del arte. En palabras de Diego Martelli (Gazzetino della Arti del Disegno):

Había que luchar y que herir, y necesitábamos un arma y una bandera, y se encontró la mancha en oposición a la forma [...] y afirmamos que la forma no existía y que, así como a la luz todo resulta por el color y el claroscuro, así se trata de obtener tonos, los efectos de lo verdadero.

## Origen

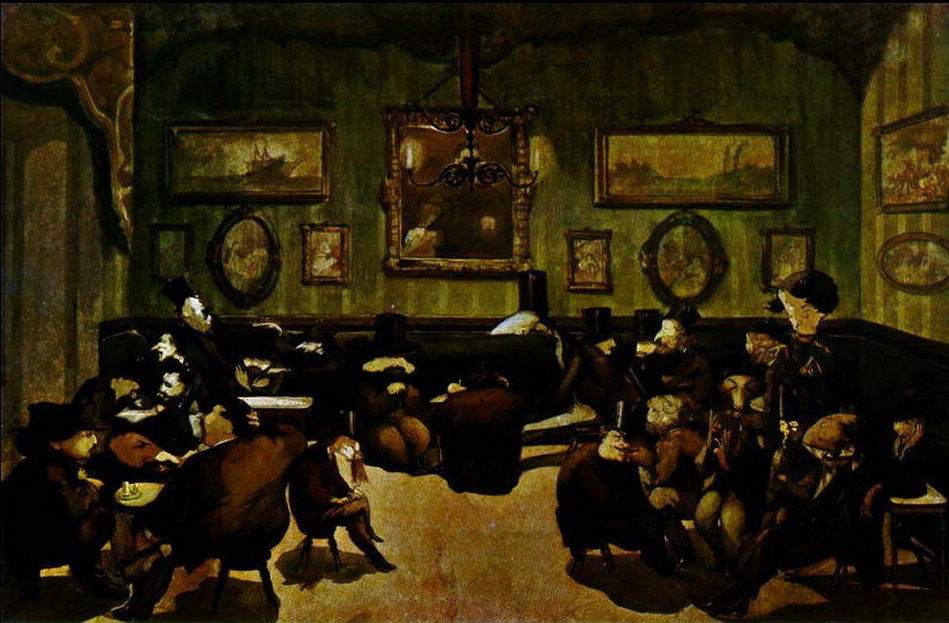
En el Caffè Michelangiolo (1867), de Adriano Cecioni, colección particular.

Los macchiaioli surgieron en Florencia en 1855 y desarrollaron su actividad como grupo aproximadamente hasta 1870, aunque algunos artistas continuaron su producción manchista hasta cerca de 1880. El grupo se vertebró alrededor del Caffè Michelangiolo, situado en la Via Larga (actual Via Cavour) de Florencia, cerca de la Piazza del Duomo. Aquí se reunían tanto políticos revolucionarios nacionalistas —liderados por Giuseppe Dolfi—, escritores y pintores, así como el crítico de arte Diego Martelli, quien sería el principal teórico del grupo, fundador en 1873 de la revista Giornale Artistico. Según Cecioni, «el local constaba de dos salas, de las cuales una estaba decorada con frescos de pintores que frecuentaban el local; en ella se juntaban para discutir, reuniones formales no las había entonces». Las discusiones eran tanto políticas como de teoría del arte, y se debatía tanto de arte italiano como del francés. Martelli lo recordaba así:

A partir de 1848, en la Via Larga, en un café que llevaba el nombre de Miguel Ángel, se reunían casi todos los artistas de la ciudad. No sin suspirar recuerdo aquellos tiempos y aquellas veladas, y no les pese que les hable de ello, ya que en la historia de aquel café se sintetiza toda la historia de nuestro arte toscano y se refleja gran parte de la del italiano.

Por el Caffè Michelangiolo pasaron, además de numerosos artistas, políticos y escritores italianos, una gran variedad de personajes de diversos países europeos, entre los que cabría destacar a Gustave Moreau, Edgar Degas, Édouard Manet, Marcellin Desboutin, Georges Lafenestre, James Tissot y John Ruskin.
Aunque el grupo se formó en Florencia, muchos de sus miembros procedían de otras regiones de Italia: Abbati era napolitano, D'Ancona pesarense, Boldini ferrarés, Banti y Borrani pisanos, Cabianca veronés, Costa romano, Fattori y Tivoli livorneses y Zandomeneghi veneciano; los únicos florentinos de nacimiento eran Cecioni, Martelli, Sernesi y Signorini.

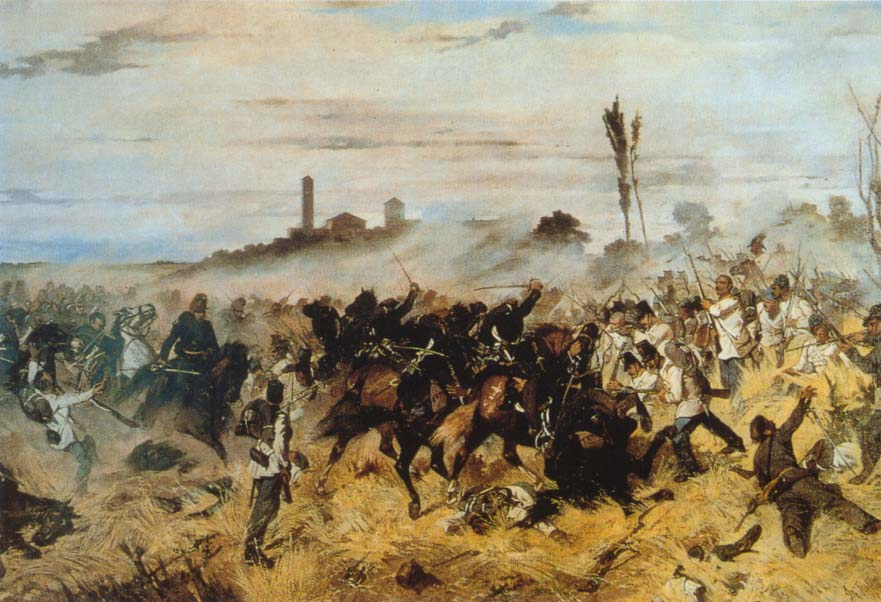
Carga de caballería en Montebello (1862), de Giovanni Fattori, Museo Civico Giovanni Fattori, Livorno. Los macchiaioli estuvieron muy comprometidos con la unificación de Italia

En su génesis se encontraba el rechazo a la pintura académica y al panorama artístico de la Italia de su época, frente al que defendían una nueva técnica basada en las manchas de color, que según ellos creaban unas «impresiones» espontáneas e inmediatas de la realidad visual. Es por ello que numerosos historiadores los califican de «protoimpresionistas», aunque su estilo enfatiza más la solidez de las formas frente a los efectos lumínicos de los antecesores del impresionismo, al tiempo que su obra tiene un contenido más literario. Frente a los ideales de belleza del academicismo, los macchiaioli contraponen il vero, «lo verdadero».
El momento artístico en el que surgió el grupo estaba marcado por la transición entre el romanticismo y el realismo, así como el rechazo a la pintura académica: según Signorini, «la macchia sirvió al principio para destacar especialmente el efecto claroscuro de la pintura, para imponerse frente al arte lineal y académico».

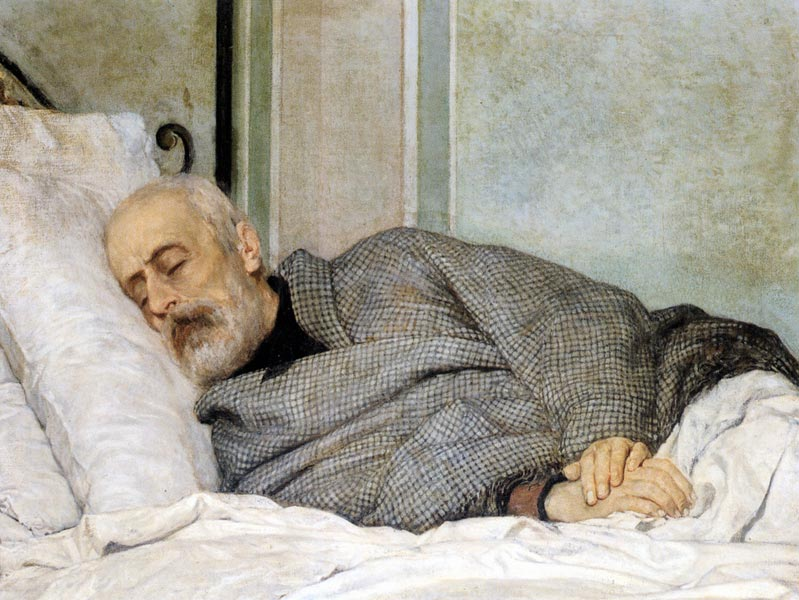
Los últimos momentos de Giuseppe Mazzini (1873), de Silvestro Lega, Rhode Island Museum of Art, Providence. Mazzini fue el principal referente político del grupo

Por otro lado, en el ámbito político, el grupo se identificó plenamente con el Risorgimento y el auge del nacionalismo italiano, que se plasmó en el proceso de unificación de Italia realizado entre 1848 y 1870. Su referente político era Giuseppe Mazzini, del que adoptaron su ideario liberal y nacionalista, basado en el socialismo utópico y el positivismo, con cierta tendencia a un romanticismo de carácter algo religioso. Varios de sus miembros, como Abbati, Borrani, Cecioni, Costa, Fattori, Lega, Signorini y Tivoli, lucharon en las guerras de unificación,, en las que Abbati perdió un ojo en la batalla de Santa Maria Capua Vetere (1860) y Sernesi falleció luchando en la Tercera Guerra de la Independencia Italiana (1866). Su tendencia política era por otro lado claramente democrática, por lo que defendieron en su obra la plasmación de lo real, de la temática social, de la vida cotidiana y el ambiente rural. Los macchiaioli fueron siempre unos rebeldes y unos marginados y, de hecho, la mayoría murieron en la pobreza.
Las primeras formulaciones concretas en búsqueda de un estilo propio se produjeron en 1855, después de los viajes realizados por algunos miembros del grupo a Londres y París. En especial, Serafino de Tivoli trajo de la Exposición Universal de París de ese año noticias de la escuela de Barbizon, un grupo de artistas de corte realista dedicados especialmente al paisaje, la cual influyó poderosamente en el grupo, especialmente Camille Corot, Constant Troyon, Rosa Bonheur y Alexandre-Gabriel Decamps (la obra de este último se conocía en Florencia gracias a la colección de Anatoli Demidoff de la Villa San Donato de Florencia). Estos contactos con el naturalismo europeo de la época se enriquecieron con la incorporación al grupo en 1859 procedente de Roma de Nino Costa, un gran admirador del paisajismo que se producía en el continente desde 1830.
De París trajeron noticias igualmente del trabajo de diversos fotógrafos de tendencia naturalista, como Gustave Le Gray, con lo que se inició por parte de estos artistas una gran afición por la fotografía. Según Signorini, la revolución manchista fue «ayudada por la fotografía, es invención que no deshonra nuestro siglo y que no es culpable si alguno la utiliza [...] como si fuera arte». El propio Signorini, así como Cabianca y Cristiano Banti, viajaron a menudo a Francia en esos años, donde entraron en contacto no solo con los pintores de Barbizon, sino con fotógrafos como Le Gray, Nadar y Étienne Carjat, que influyeron poderosamente en su obra. Según Antoine Claudet, la obra de estos fotógrafos «era para el artista un diccionario que lo guía en la traducción del lenguaje de la naturaleza, un álbum de apuntes en el que siempre encuentra ideas flamantes y nuevas inspiraciones».
Otra influencia inicial del grupo fue la escuela de Posillipo, un grupo de pintores paisajistas napolitanos de los años 1820, entre los que destacaban Giacinto Gigante, Filippo Palizzi y Domenico Morelli. Asimismo, otra fuente de inspiración, especialmente por el realismo de sus composiciones, fueron las vedute venecianas del siglo XVIII. Todo ello decantó al grupo especialmente hacia el paisajismo, de tal forma que Signorini llegó a afirmar: «la pintura de paisajes es arte moderno, es la manifestación característica de nuestro siglo». Sin embargo, además del paisajismo, otra importante influencia sería la pintura histórica, especialmente la obra de Francesco Hayez, en la que encuentran las raíces nacionales que les inspiraban en el momento de efervescencia nacionalista que vivían.
Referentes de varios miembros del grupo fueron también: Giuseppe Bezzuoli, profesor de pintura en la Academia de Bellas Artes de Florencia, un pintor sensible al cromatismo que, por lo tanto, se alejaba de los estrictos cánones academicistas, más centrados en el dibujo —Fattori y Lega fueron alumnos suyos—; y Luigi Mussini, un pintor purista que tenía una academia privada —en la que se formó Silvestro Lega—, donde enseñaba la obra de los maestros primitivos del Quattrocento, cuya obra admiraban los macchiaioli —análogamente a los prerrafaelitas ingleses y los nazarenos alemanes—. La obra de los primitivos renacentistas toscanos —especialmente Fra Angelico, Paolo Uccello y Piero della Francesca— llamó poderosamente la atención de los macchiaioli, que los consideraban unos antecesores. Según Mario Tinti, «el cuatrocentismo de los macchiaioli fue un hecho exquisitamente intuitivo y empírico, libre del prejuicio que acarrean las seducciones estéticas y las codificaciones teóricas».
A menudo se ha comparado a los macchiaioli con los impresionistas franceses, e incluso a veces han sido apodados «impresionistas italianos», pero ambos grupos tienen numerosas diferencias estilísticas, sociológicas y culturales. Los únicos puntos en común entre ambos grupos son el afán de modernidad, el interés por la fotografía, la admiración por la xilografía japonesa y, técnicamente, el gusto por la elaboración de bocetos previos y el trabajo al aire libre. Todo ello además teniendo en cuenta que los macchiaioli anteceden en diez años a los impresionistas franceses. Entre sus diferencias cabe resaltar también el compromiso político de los italianos frente a la indiferencia de los franceses, algunos de los cuales se exiliaron para no luchar en la guerra franco-prusiana de 1870-1871; el gusto por los ambientes rurales y de las clases bajas de los italianos frente a los urbanos y más aburguesados de los franceses; y la elección de motivos más veraces y mundanos de los manchistas frente a los más joviales y despreocupados del impresionismo. Además, en general, la obra de los manchistas es más elaborada e intelectual que la de los impresionstas, más propensos a una captación espontánea de la realidad, y la composición del cuadro es más equilibrada en italianos que en franceses. Pese a todo, hubo numerosos contactos y admiración mutua entre ambas escuelas y, así como varios artistas macchiaioli visitaron París, también algunos impresionistas visitaron Florencia, especialmente Edgar Degas, que estuvo varias veces en el Caffè Michelangiolo entre 1856 y 1859.

## Desarrollo

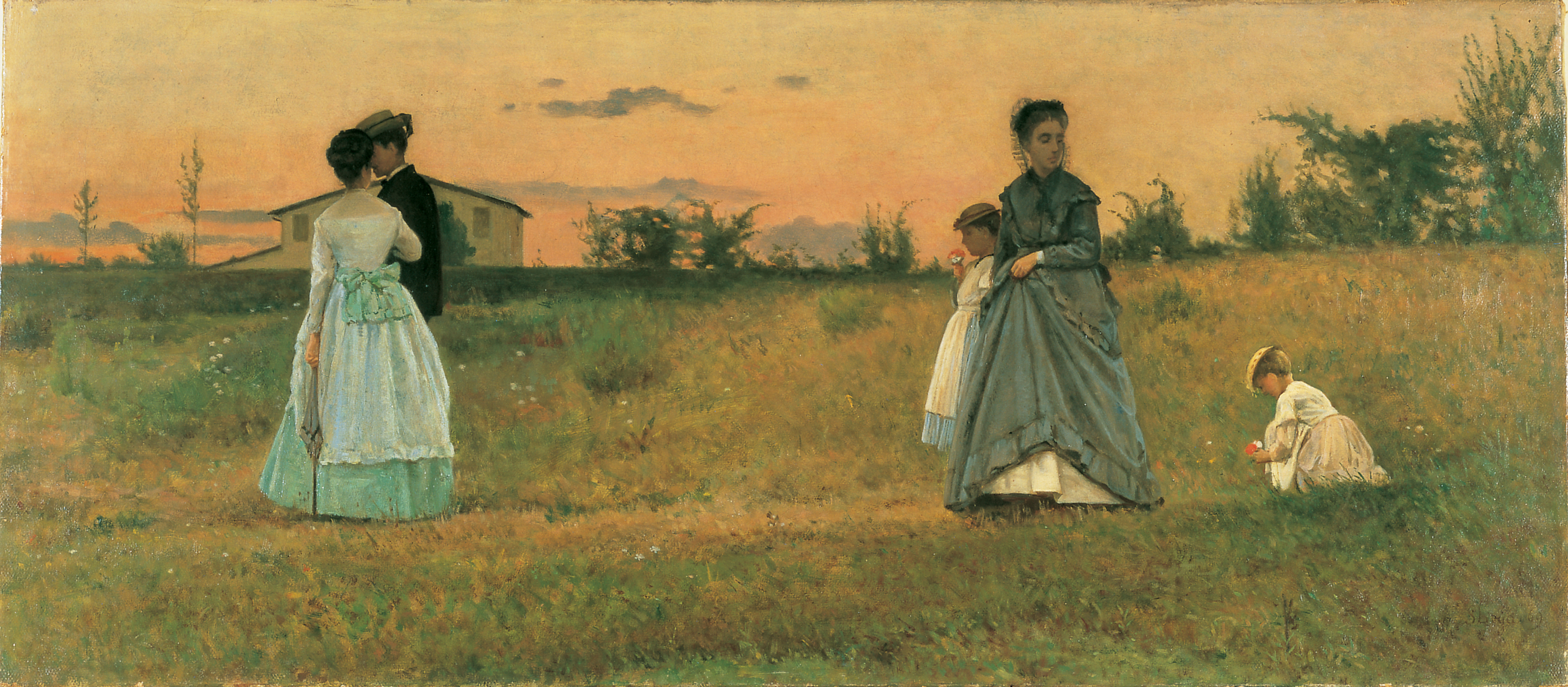
Los novios (1869), de Silvestro Lega, Museo Nazionale della Scienza e della Tecnologia Leonardo da Vinci, Milán

Las primeras obras que se podrían considerar puramente manchistas fueron elaboradas por Telemaco Signorini en el transcurso de un viaje por Venecia y La Spezia en 1858: en El mercero de La Spezia refleja ya de forma patente los contrastes de luces y sombras típicos del claroscuro macchiaioli y elabora las formas mediante contrastes de intensidad cromática, sin otorgar apenas relevancia al detalle o el modelado. Según Alessandro Marabottini (I Macchiaioli. Origine e affermazione della Macchia 1856-1870, 2000), «el dibujo se desvanece, reemplazado por el toque inmediato del pincel, rebosante de color».
En 1859, año de la caída del gran duque Leopoldo II de Toscana, el Gobierno Provisional de Florencia, dirigido por Bettino Ricasoli, organizó un concurso artístico centrado en el tema de la guerra de unificación, al que concurrieron varios artistas del grupo. Fue ganado por Giovanni Fattori con el cuadro El campamento italiano después de la batalla de Magenta. Esta obra marca el paso de la mancha de claroscuro de Signorini a la mancha tonal que será propia del grupo, caracterizada por tonos de color yuxtapuestos, sin contrastes violentos, una relación más suave entre la luz y el color, y una perspectiva atmosférica lograda mediante planos sucesivos.
Entre 1860 y 1865 se produjeron los mejores exponentes de paisajismo macchiaioli gracias a la representación de escenas militares, generalmente maniobras de soldados y jinetes en el campo. En estas composiciones, realizadas al aire libre, estudiaron en profundidad los efectos de claroscuro y las relaciones de color, en aras de una representación más sintética del relieve. De estos estudios nació la macchia, con la que articulaban la estructura lineal y definían los planos con precisión. Tal como lo expresó Diego Martelli: 

El volumen aparente de los objetos representados en un lienzo se obtiene indicando simplemente la relación de los claros y de las sombras, y no es posible representar esta relación en su justo valor sino con las «manchas» o pinceladas que lo recogen exactamente.

Cabe señalar que el claroscuro empleado por este grupo no es el tradicional usado en pintura desde antaño, sino una combinación de colores-sombra y colores-luz, que creaba unos efectos lumínicos y atmosféricos de gran riqueza y sugestión. A través de la mancha se revaloriza la silueta frente al detalle y se enfatizan los contrastes lumínicos, con lo que reivindican la clara luz mediterránea de su tierra.
Esta técnica otorgó a la obra de los macchiaioli el aspecto de una marquetería de color, con unas formas muy recortadas gracias al claroscuro. Solían trabajar sobre soportes de madera, generalmente de forma rectangular y pequeño formato —a veces incluso restos de embalajes o tapas de cajas de puros—, que recordaban las predelas florentinas del Trecento y Quattrocento. La técnica utilizada es el óleo, aplicado directamente sobre el soporte, sin imprimación, aprovechando las vetas de la madera.
Como en el impresionismo, los macchiaioli pretendían con su técnica manchista una representación objetiva de los fenómenos ópticos de la luz, aunque en la práctica sus efectos lumínicos recuerdan los del paisajismo romántico, especialmente el de la escuela suiza (Barthélemy Menn, François Bocion, Frank Buchser, Ernst Stückelberg). Al tiempo, el contenido temático de sus obras tiene una cualidad literaria que es intrínsecamente italiana.

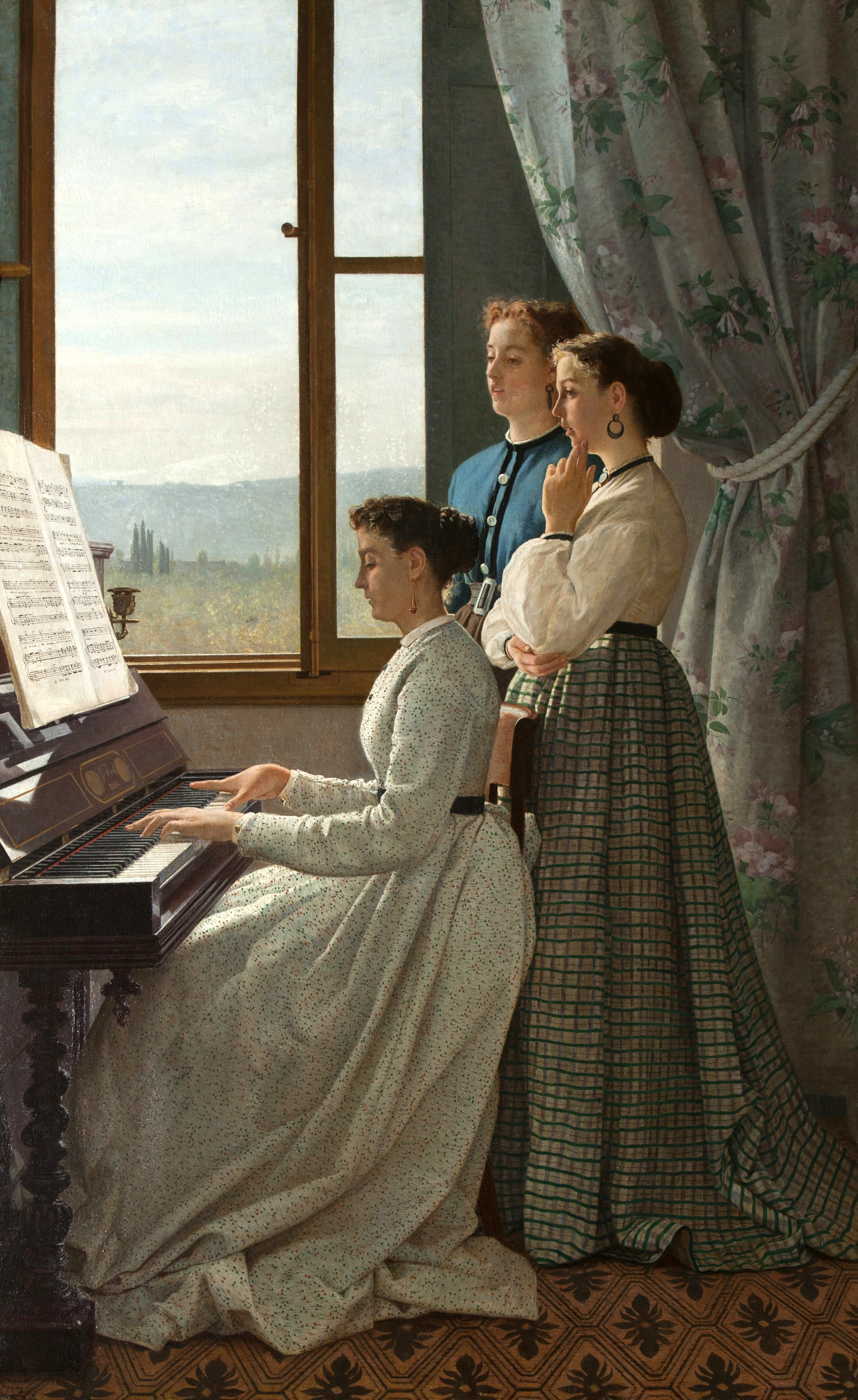
El canto de una copla (1867), de Silvestro Lega, Galleria d'Arte Moderna di Palazzo Pitti, Florencia

La primera fase del trabajo de los macchiaioli fue denominada por Martelli «escuela de Castiglioncello», por cuanto fue en esta localidad, en la que Martelli tenía una finca, donde se reunían los primeros miembros del grupo: Abbati, Borrani, Fattori y Signorini. Allí cultivaban sobre todo el paisajismo, plasmando en sus lienzos los paisajes yermos y rocosos de la Maremma, una región costera toscana. Elaboraban por lo general obras de pequeño formato, sobre tabla, con una técnica sumaria de superficies geométricas y claroscuros de tonos blandos de luz, con imágenes planas y colores aplicados con pinceladas anchas.
De forma casi simultánea, Silvestro Lega creó otro centro de producción en su taller de Piagentina, una localidad al este de Florencia, que frecuentaron sobre todo Abbati, Borrani, Sernesi y Signorini. Este grupo creó una variante más contemplativa de la pintura manchista, más íntima y expresiva, centrada en los estudios al aire libre y en el interés por los efectos de luz. Signorini reflejó al respecto en su Scritti d'arte:

¡Cuán llenas de pasión, de entusiasmo, de actividad febril, estuvieron aquellas hermosas jornadas pasadas en aquella hermosa campiña y en aquel pequeño, estudioso cenáculo de amigos [...] unidos por un mismo ideal artístico!

Además de estos dos lugares, los macchiaioli también se inspiraron en paisajes de diversas localidades italianas: en 1858, Cabianca y Signorini viajaron a La Spezia, donde pintaron del natural y se iniciaron en el manchismo; en 1860 hubo una segunda estancia de Banti, Cabianca y Signorini en La Spezia; en 1861, Banti, Borrani, Signorini y Stanislas Pointeau pasaron una estancia en Montelupo Fiorentino, y Borrani y Sernesi estuvieron dos meses en San Marcello Pistoiese.

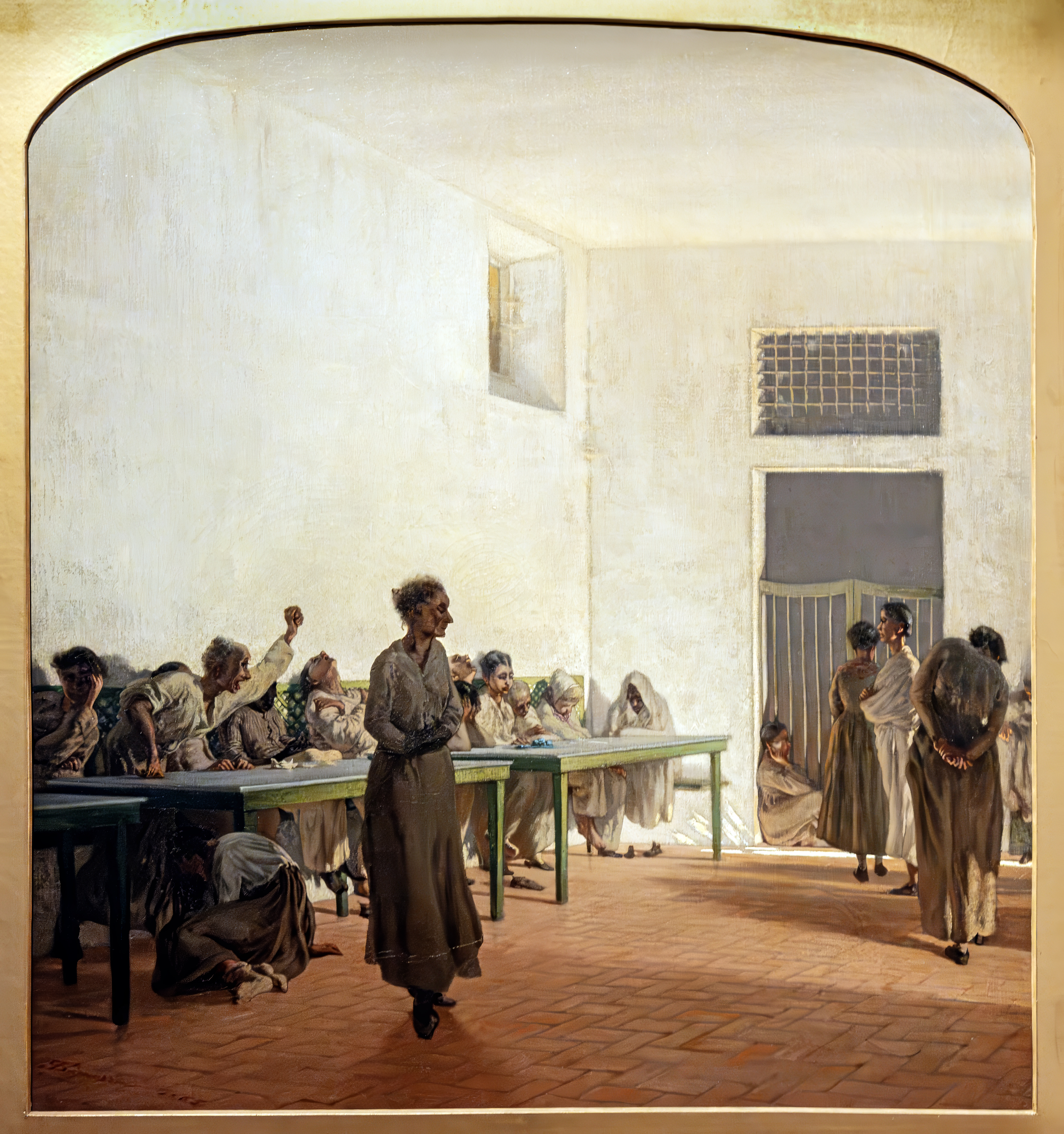
La sala de las agitadas en el Hospital de San Bonifacio de Florencia (1865), de Telemaco Signorini, Galleria Internazionale d'Arte Moderna di Ca' Pesaro, Venecia. Otra de las constantes del grupo fue la preocupación social

Aunque el principal género que cultivaron los macchiaioli fue el paisaje, también desarrollaron el retrato, la pintura de historia y las escenas de género. La pintura de historia fue revalorizada gracias a la Exposición Nacional de Florencia de 1861, en la que participaron varios miembros del grupo. En este género, las influencias que recibieron los manchistas provinieron sobre todo de artistas franceses como Eugène Delacroix, Jean-Louis-Ernest Meissonier, Alexandre-Gabriel Decamps, William-Adolphe Bouguereau, Paul Delaroche y Auguste Gendron, así como del napolitano Domenico Morelli.
En cuanto al retrato, sus referentes fueron los puristas toscanos de herencia ingresiana, así como las posibilidades ofrecidas en este terreno por la fotografía, mientras que un referente inmediato sería Amos Cassioli, un discípulo de Luigi Mussini que asimiló el formalismo purista con la libertad compositiva de los artistas contemporáneos franceses. Eran retratos que buscaban la naturalidad del posado contra la rigidez formal del retrato tradicional, la plasmación de lo cotidiano en la actitud del retratado, en casos como El sobrino del artista (1865), de Fattori, o Retrato de un joven (1865-1866), de Borrani, así como los vivaces retratos que Boldini mostró en la Exposición de Bellas Artes de la Società d'Incoraggiamento de 1867, de los que Signorini comentó que «la novedad del género confunde a los clasificadores, quienes no aciertan a asignarle un lugar en las categorías artísticas».
Por último, las escenas de género se centraron en ambientes rurales, en escenas de campesinos en sus quehaceres diarios, unas escenas alejadas de la crudeza del realismo francés pero que no caen en la complacencia bucólica, sino que muestran la sencillez de la vida rural en su estricta literalidad, reflejando ya sea momentos felices o anecdóticos como de la dureza del trabajo en el campo, o simplemente de las costumbres rústicas de la campiña toscana.

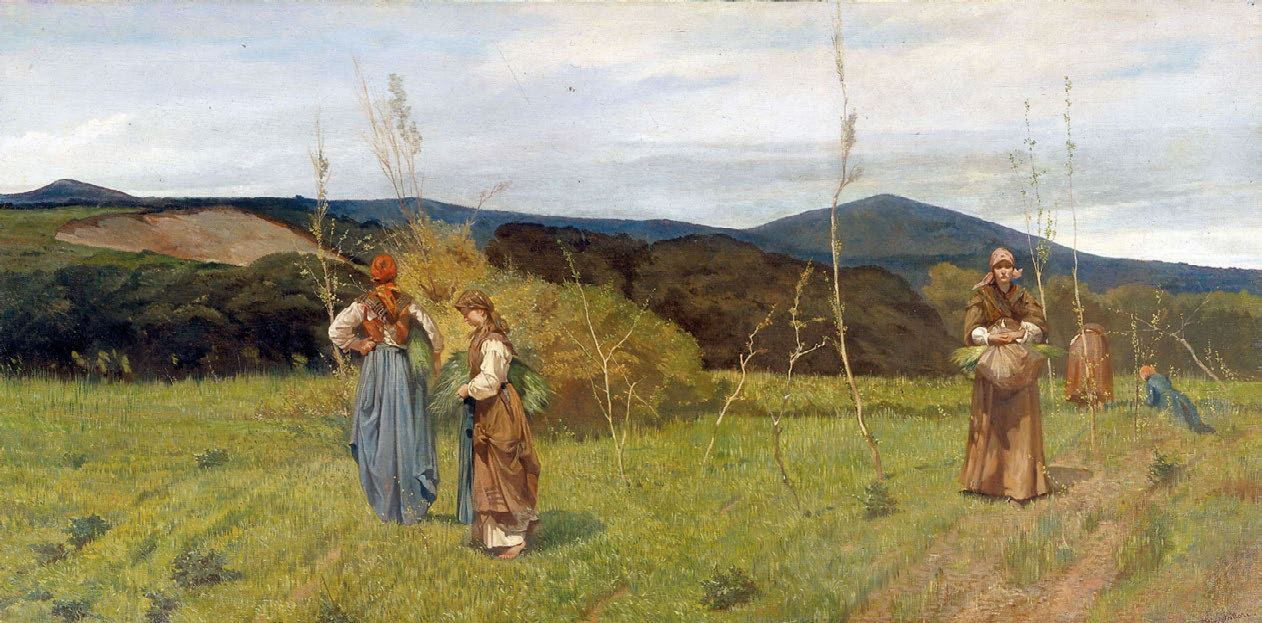
Le macchiaiole (alrededores de Livorno, cerca de Antignano (1865), de Giovanni Fattori, colección privada

A partir de 1865 los macchiaioli empezaron a tener divergencias estilísticas y se fueron separando progresivamente. Un acontecimiento simbólico del fin del grupo fue el cierre del Caffè Michelangiolo en 1866. Al año siguiente, en 1867, Telemaco Signorini publicó una revista titulada Gazzettino delle Arti del Disegno, que recogió buena parte del discurso teórico del grupo y que, en cierta medida, sustituyó al café como medio de debate crítico, pero que solo contó con cuarenta números, publicados todos ese mismo año. Sin embargo, ya entonces Signorini retrotraía a 1865 la disolución del grupo: «se dividieron entre ellos y precipitaron el final de su Sociedad, al hallarse discordes y al querer unos y rechazar otros la exposición colectiva de 1865. Fatalmente para el arte joven, para los artistas del café y para el elemento progresista, el no prevaleció, y la exposición colectiva de ese año no se celebró ya». También marcaron al grupo las muertes de Sernesi en 1866 en la Tercera Guerra de Independencia y de Abbati en 1868 tras ser mordido por un perro.
Los miembros del grupo empezaron a evolucionar a otros estilos. Los más fieles al movimiento fueron Fattori y Lega, que continuaron su producción manchista en los años 1870 y aún en los 1880. Algunos artistas se establecieron en París, como Zandomeneghi y Boldini, donde se acercaron más al impresionismo. Sin embargo, con los años el manchismo fue degenerando en la diversificación y en un cierto virtuosismo exagerado, como se aprecia en la obra de artistas que intentaron imitar el estilo inicial de los macchiaioli, como Giacomo Favretto o Giuseppe De Nittis.
Entre 1870 y 1895 Diego Martelli continuó dando conferencias sobre los macchiaioli, en las que asentó la base teórica del movimiento, englobándolo en las corrientes artísticas modernas europeas. Por otro lado, en 1873 Cecioni y Signorini publicaron por un tiempo la revista Il Giornale Artistico.
La corriente dio origen, entre 1880 y 1920, a la de los post-macchiaioli, una serie de pintores que utilizaron diversos parámetros pictóricos desarrollados por los manchistas, entre los que se encuentran: Giovanni Bartolena, Leonetto Cappiello, Ulvi Liegi, Guglielmo Micheli, Alfredo Müller, Plinio Nomellini y Mario Puccini. Muchos de ellos eran alumnos de los macchiaioli y tuvieron como principal centro de sus actividades la ciudad de Livorno.

## Miembros del grupo
| Retrato | Nombre                            | Biografía | Obra representativa |
| ------- | --------------------------------- | --- | ------------------- |
|         | Giuseppe Abbati (1836-1868)       | Napolitano de nacimiento, vivió desde niño en Venecia, donde estudió en la Academia de Bellas Artes y donde conoció a Signorini y D'Ancona. En 1860 perdió un ojo en la batalla de Santa Maria Capua Vetere. Se instaló entonces en Florencia, donde frecuentó el Caffè Michelangiolo. En 1861 ganó un premio en la Exposición Nacional, el cual rechazó en protesta por la composición del jurado. En 1861 se instaló en Castiglioncello y, al año siguiente, en Piagentina. Entre 1863 y 1866 expuso en las Promotrici de Turín, Venecia y Florencia. En la campaña de 1866 cayó prisionero y estuvo varios meses encerrado en Croacia. A su retorno se instaló en solitario en Castelnuovo della Misericordia, donde alcanzó su madurez artística. Murió a causa de la mordedura de un perro. |                     |
|         | Vito D'Ancona (1825-1884)         | Natural de Pesaro, se instaló en Florencia en 1844, donde estudió en la Escuela de Bellas Artes. Fue uno de los primeros tertulianos del Caffè Michelangiolo. En 1848 luchó con los voluntarios toscanos en la batalla de Curtatone y Montanara. En 1856 viajó con Signorini a Bolonia, Módena, Mantua y Venecia. Participó en la Exposición Nacional de 1861 con el cuadro El encuentro de Dante y Beatriz, ganando un premio que rechazó, como el resto de sus compañeros. En los años 1860 vivió en París por un plazo de siete años, donde estuvo al día de las vanguardias artísticas de la época. Volvió en 1875 y ganó una medalla de oro en la Exposición Nacional de Nápoles. Abandonó la pintura en 1878, aquejado de una parálisis integral. |                     |
|         | Cristiano Banti (1824-1904)       | De familia acomodada, estudió en la Academia de Bellas Artes de Siena. Se instaló en Florencia en 1850, donde se sumó al círculo del Michelangiolo. Entre 1860 y 1861 pasó varias estancias pintando del natural en Liguria y Toscana. También acogió a sus amigos en sus fincas de Montesorli y Montemurlo, cerca de Florencia. En 1861 viajó a París con Cabianca y Signorini, y a lo largo de los años 1870 viajó varias veces a París y Londres. En 1884 fue nombrado profesor de la Academia de Bellas Artes de Florencia. Coleccionó numerosas obras de sus compañeros, que su nieta donó en 1955 al Palazzo Pitti. |                     |
|         | Giovanni Boldini (1842-1931)      | Se formó inicialmente con su padre, también pintor, y desde 1862 estudió en la Academia de Bellas Artes de Florencia. En 1864 se introdujo en el ambiente del Michelangiolo, donde fue protegido de Banti. Adscrito a la macchia, se dedicó sin embargo más al retrato que al paisaje. En 1867 visitó la Exposición Universal de París, donde entabló amistad con Edgar Degas. En 1871 se instaló en el barrio parisino de Montmartre, donde se convirtió en retratista de la alta sociedad y firmó un contrato con el marchante Adolphe Goupil. Desde 1876 se alejó definitivamente de la macchia y cultivó un estilo cercano al impresionismo francés. En 1889 visitó Madrid junto a Degas. Entre 1895 y 1912 participó varias veces en la Bienal de Venecia. |                     |
|         | Odoardo Borrani (1833-1905)       | Pisano de nacimiento, vivió desde joven en Florencia, donde fue aprendiz del restaurador Gaetano Bianchi, dibujando copias de los frescos de Giotto, Uccello y Ghirlandaio en las iglesias de Santa Maria Novella y Santa Croce. En 1851 se matriculó en la Academia de Bellas Artes y, desde 1855, frecuentó el Michelangiolo. En 1856 ganó la medalla de oro del concurso trienal de la Academia. En 1859 se alistó en la artillería toscana. En 1861 pasó una estancia en San Marcello Pistoiese, donde pintó del natural, al igual que haría en Piagentina y Castiglioncello. En 1876 creó una academia privada de pintura. Murió en la pobreza. |                     |
|         | Vincenzo Cabianca (1827-1902)     | De origen veronés, estudió en la Academia de Bellas Artes de Venecia. En 1848 fue encarcelado por luchar contra los austríacos. Poco después se instaló en Florencia y se agregó a la tertulia macchiaiola. Pintor de escenas costumbristas por definición propia, desde 1858 empezó a pintar del natural con el grupo en la campiña toscana. En 1861 participó en la Exposición Nacional con Narradores toscanos del siglo XIV. Ese mismo año viajó a París con Banti y Signorini. En 1863 se instaló en Parma y, en 1870, en Roma. Participó en varias Exposiciones Nacionales hasta el año de su muerte. |                     |
|         | Adriano Cecioni (1836-1886)       | Estudió desde 1859 en la Academia de Bellas Artes de Florencia. Ese mismo año se enroló en la artillería toscana, donde trabó amistad con Signorini. En 1863 obtuvo una beca para estudiar en Nápoles; en aquel tiempo se dedicó más a la escultura. Con Giuseppe De Nittis, Federico Rossano y Marco De Gregorio fundó la llamada Escuela de Resina. En 1870 viajó a París con De Nittis, pero no le gustó el arte francés del momento, excepto Courbet. De vuelta a Florencia en 1873, asumió la dirección con Signorini del periódico Il Giornale Artistico. Dotado para la teoría y la crítica del arte, fue uno de los pensadores del movimiento, sobre el cual reflexionó en su obra escrita. Entre 1874 y 1879 expuso en la Promotrice de Florencia. En 1884 consiguió una plaza de profesor que le permitió recuperarse de unos años de penuria económica. |                     |
|         | Nino Costa (1826-1903)            | Nacido en Roma, estudió en la Academia de Bellas Artes de esa ciudad. Perseguido por la policía pontificia por su filiación garibaldiana, se estableció en Ariccia. En 1859 se instaló en Florencia, donde influyó poderosamente en los macchiaioli, especialmente en Fattori. En 1861 participó en la Exposición Nacional y, poco después, viajó a París y Londres; antes de volver a su país, se estableció un tiempo en la colonia de artistas de Marlotte, cerca de Fontainebleau. En 1863, de vuelta a Florencia, pasó varias estancias pintando en Bocca d'Arno. Al año siguiente luchó de nuevo con Garibaldi. En 1870 entró en Roma con las tropas italianas y fue nombrado concejal y responsable de los Museos Capitolinos. En los años 1880 pasó largas estancias en Marina di Pisa. |                     |
|         | Giovanni Fattori (1825-1908)      | Estudió en la Academia de Bellas Artes de Florencia. Fue uno de los primeros en participar en la tertulia del Michelangiolo. Se inició en la macchia en 1859 realizando estudios de soldados franceses en Le Cascine, un parque de Florencia. Desde entonces los temas históricos fueron sus preferidos, especialmente los relacionados con las campañas del Risorgimento, además de paisajes y retratos. En 1859 ganó el concurso Ricasoli con El campamento italiano después de la batalla de Magenta. En los años siguientes pasó largas temporadas en Castiglioncello. En 1869 fue nombrado profesor de la Academia florentina. En 1875 viajó a París, donde le impresionó especialmente la obra de Corot. Desde 1880 su obra continuó fiel al naturalismo, aunque con un componente de mayor objetividad. En 1887 participó en la Exposición Nacional de Venecia. |                     |
|         | Silvestro Lega (1826-1895)        | Estudió en la Academia de Bellas Artes de Florencia, al tiempo que daba lecciones privadas con Luigi Mussini. En 1848 participó en la batalla de Curtatone y Montanara. En los años 1850 frecuentó el Michelangiolo. En 1860 pintó varias escenas militares que reflejaban su interés por la luz y el claroscuro. En 1861 empezó a visitar la localidad de Piagentina, de donde era su novia Virginia Batelli y, con sus amigos, pasó largas temporadas pintando al aire libre. En 1870 ganó la medalla de plata en la Exposición Nacional de Parma. Tras la muerte de Virginia se instaló en Modigliana, su localidad natal, y sufrió una depresión, lo que, junto a una enfermedad ocular, hizo que prácticamente dejara de pintar. En 1876 abrió con Borrani una galería de arte en Florencia, que fracasó al poco tiempo. |                     |
|         | Diego Martelli (1839-1896)        | Martelli fue el teórico del grupo, así como su mecenas en gran medida. Empezó a frecuentar el Caffè Michelangiolo en 1856, donde se suscribió a los preceptos de la macchia en su calidad de crítico de arte. En 1859 se alistó en la artillería toscana. De familia acomodada, en 1861 heredó una finca en Castiglioncello, donde invitó a sus amigos a pasar varias estancias pintando al aire libre. En 1863 viajó a Londres y París. Al año siguiente se instaló definitivamente en Castiglioncello, pero la administración de su finca basada en métodos proudhonianos le llevó a la ruina al cabo de unos años. En 1866 participó en la campaña de Garibaldi, al que también apoyó económicamente. En 1867 fundó con Signorini el Gazzettino delle Arti del Disegno. En los años 1870 ejerció de periodista en Il Corriere Italiano y L'Italia Nuova. En 1878 se instaló por un año en París, donde trabó amistad con Degas y Pissarro. |                     |
|         | Antonio Puccinelli (1822-1897)    | Hijo de un sastre, consiguió una beca para estudiar en la Academia de Bellas Artes de Florencia, donde fue alumno de Giuseppe Bezzuoli. Fue uno de los primeros en participar en la tertulia del Caffè Michelangiolo, desde 1848, año en que se alistó también en el cuerpo expedicionario toscano. Posteriormente vivió becado durante cuatro años en Roma. En 1852 se inició en la pintura macchia con El paseo del Muro Torto. Poco después montó un taller en Florencia y se convirtió en profesor de la Academia. En 1859 ganó un premio en el concurso Ricasoli con el retrato de Vincenzo Gioberti. También participó en la Exposición Nacional de Florencia de 1861, cuyo éxito le valió ser nombrado profesor de la Academia de Bolonia. |                     |
|         | Raffaello Sernesi (1838-1866)     | En 1856 inició sus estudios en la Academia de Bellas Artes de Florencia y, poco después, se agregó a la tertulia de Via Larga. En 1859 se alistó en el ejército expedicionario toscano. Los años siguientes se dedicó a pintar al natural con la técnica macchiaiola, aunque sus dibujos denotan la influencia de artistas cuatrocentistas como Masaccio, Lippi y Botticelli. En 1861 participó en la Promotrice de Florencia con Ladronzuelos de higos, que fue considerado inmoral. Ese verano residió en San Marcello Pistoiese y Piagentina, pintando al aire libre. En 1864 pasó una temporada también en Castiglioncello. En 1866 participó en la conquista garibaldiana del Véneto, donde fue herido y capturado por los austríacos, y murió al poco tiempo en Bolzano. |                     |
|         | Telemaco Signorini (1835-1901)    | Se formó con su padre, pintor de cámara del gran duque de Toscana, así como en la Academia de Bellas Artes de Florencia. En 1855 se sumó a la tertulia del grupo manchista y expuso en la Promotrice de Florencia. En 1856 viajó con D'Ancona a Venecia, donde conoció a Abbati. En 1858, en un viaje a La Spezia, realizó sus primeros estudios macchiaioli. En 1859 se alistó en la artillería toscana. Al año siguiente viajó de nuevo a La Spezia con Banti y Cabianca. En 1861 participó en la Promotrice con El gueto de Venecia y viajó a París con Banti y Cabianca. A su regreso se sumó al grupo de Piagentina y se inició también como escritor, siendo con Martelli y Cecioni los teóricos del grupo. En 1867 fundó con Martelli el Gazzettino delle Arti del Disegno y, poco después, con Cecioni, Il Giornale Artistico. En 1871 publicó 99 discusiones artísticas e inició Caricaturistas y caricaturizados del Café Michelangiolo, que publicó en 1893. En 1873 recibió el encargo del marchante Goupil de pintar varios cuadros de paisajes del Marne y el Sena. En 1892 fue nombrado profesor de la Academia florentina. |                     |
|         | Serafino de Tivoli (1826-1892)    | Se formó con el pintor de origen húngaro Carlo Marko. En 1848 combatió en la batalla de Curtatone y Montanara y, en 1849, en la defensa de la República Romana, donde conoció a Nino Costa. Fue uno de los primeros parroquianos del Michelangiolo. En 1855 visitó la Exposición Universal de París con Saverio Altamura, de donde trajo noticias de la escuela de Barbizon, que influyó poderosamente en el grupo. Fue el primero en iniciarse en la técnica manchista, por lo que recibió el apodo de papa della macchia. Sin embargo, desde 1862 empezó a distanciarse de este estilo. Entre 1873 y 1890 vivió en París, donde se relacionó con otros florentinos afincados en la capital francesa, como D'Ancona y Boldini. Murió en la indigencia. |                     |
|         | Federico Zandomeneghi (1841-1917) | Estudió en la Academia de Bellas Artes de Venecia. En 1860 participó en la expedición garibaldiana de las Dos Sicilias y, poco después, fue encarcelado por los austríacos en Venecia. Logró fugarse y se instaló en Florencia, donde entró en contacto con el Michelangiolo. Pasó varias temporadas en Castiglioncello. En 1866 regresó a Venecia, una vez incorporada el reino italiano. En 1874 se afincó en París, donde entró en el ambiente impresionista, trabando amistad con Degas, Pissarro y Sisley, y donde fue elogiado por el crítico de arte Joris-Karl Huysmans. En 1914 la Bienal de Venecia le dedicó una exposición retrospectiva. Aunque añorante de su país, vivió hasta su fallecimiento en la capital francesa. |                     |